# Rachael Dodds
Rachael Dodds (nascida em 26 de novembro de 1994) é uma atleta paralímpica australiana. Foi selecionada para representar a Austrália nos Jogos Paralímpicos de Verão de 2012 em Londres, onde disputou as provas dos 100 e 200 metros, na categoria F35, terminando a participação sem conquistar medalhas. Disputou, em 2010, o Campeonato Australiano, realizado em Perth, onde estabeleceu o recorde mundial na prova dos 200 metros.

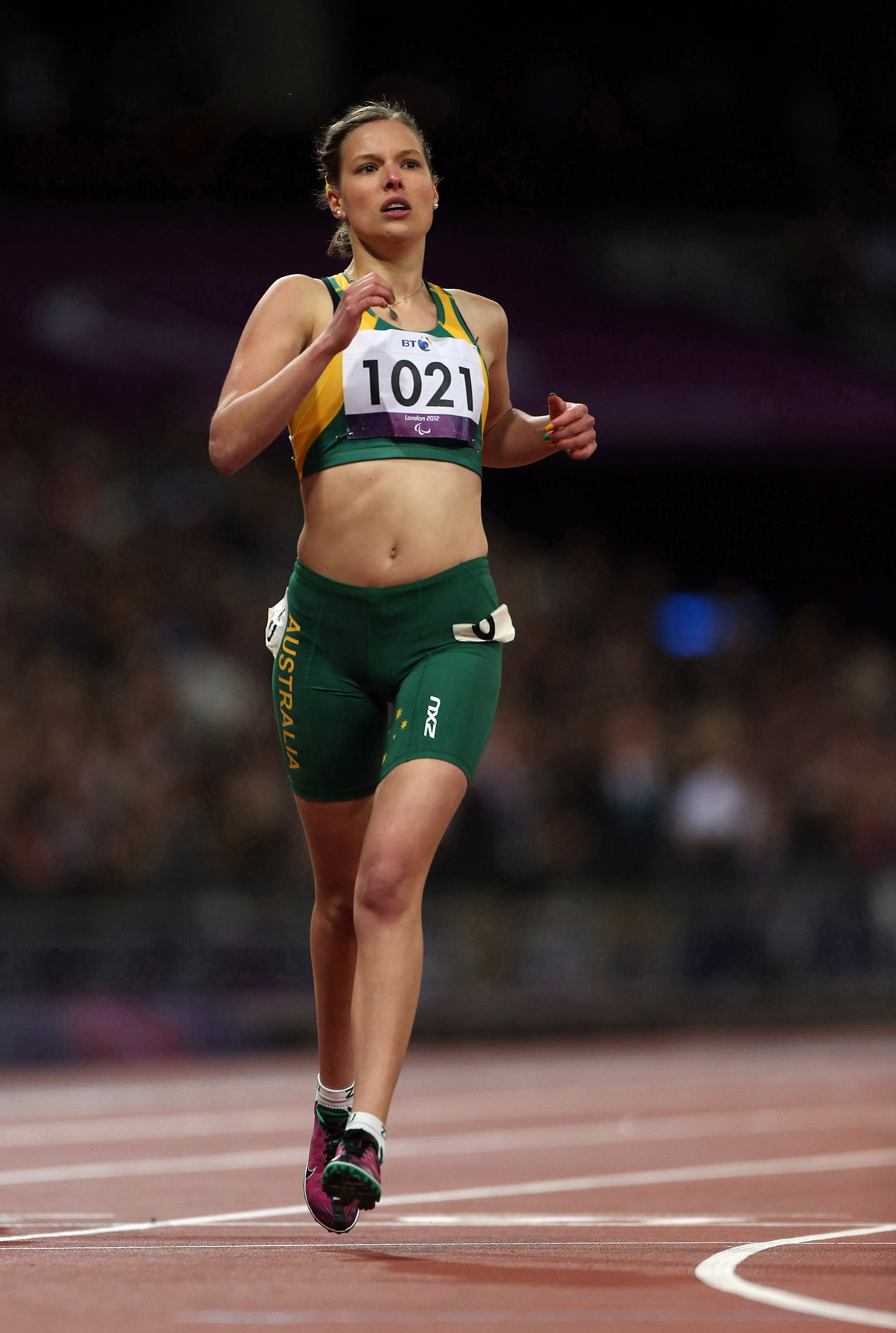
Dodds disputando a Paralimpíadas de Londres 2012.